# Svahová
Svahová (německy Neuhaus) je malá vesnice v Krušných horách v obci Boleboř v okrese Chomutov. Stojí deset kilometrů severně od Chomutova v nadmořské výšce okolo 800 metrů. Byla založena nejspíše na počátku druhé poloviny šestnáctého století Kryštofem z Karlovic jako dřevařská osada. Hlavní zdroj obživy pro její obyvatele představovala práce v lese a chov dobytka. Vesnice po většinu své existence patřila k červenohrádeckému panství. Samostatnou obcí se stala po zrušení poddanství v roce 1850, ale brzy poté byla připojena k Jirkovu. Od roku 1961 je součástí obce Boleboř.

## Název
Původní název vesnice zněl Neuhaus (nový dům). V historických pramenech se jméno vyskytuje jen jako Neuhaus (1787, 1854).

## Historie

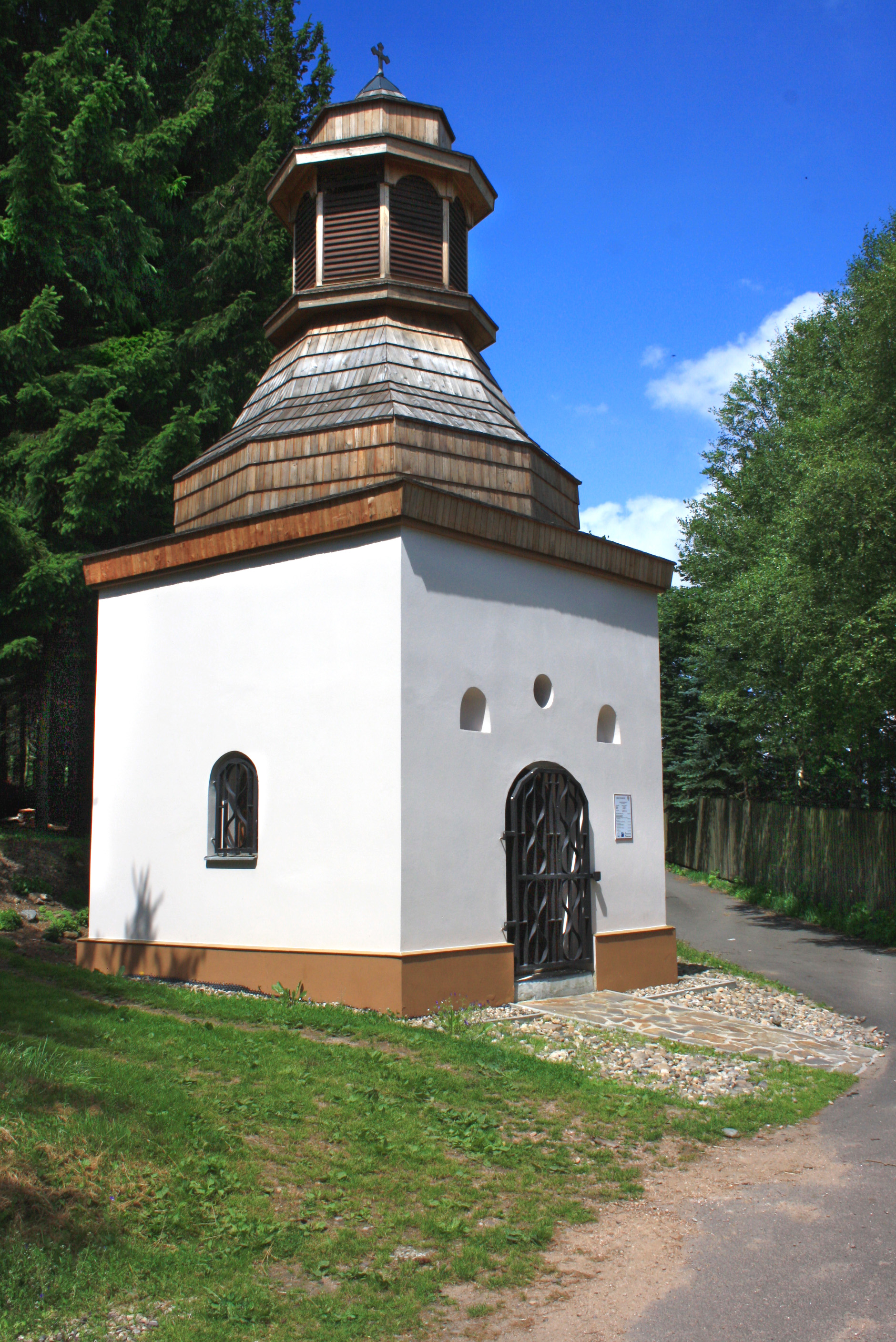
Kaplička

První písemná zmínka o vesnici pochází z roku 1563. Založil ji nejspíše Kryštof z Karlovic, kterému od roku 1554 patřilo panství Červený hrádek. V Jirkově měl kamenečný důl Svatý Kryštof s hutí a Svahová vznikla jako sídlo lesních dělníků, kteří pro ni dodávali dřevo. V roce 1577 Kryštof většinu panství prodal, ale ponechal si huť, důl a některé pozemky včetně Svahové. Panství Svatý Kryštof přešlo po Kryštofově smrti na Georga Meinla, od něhož je v roce 1610 koupilo město Jirkov přibližně za částku 30 419 zlatých, a tím se dostalo zpět k červenohrádeckému panství.
Další zpráva o Svahové pochází až z roku 1787, takže je možné, že osada zanikla za třicetileté války. V letech 1817–1819 provozoval hrabě Jiří Buquoy na okraji vesnice sklárnu Georghütte, ve které se vyrábělo tabulové, draselno-vápenaté a zelené sklo. Její součástí byla stoupa a dřevěný parní stroj postavený podle návrhu hraběte. Jako palivo se používala rašelina z blízkého rašeliniště. Po strojem způsobeném požáru sklárna zanikla. V okolí vesnice se také těžila drobná žilná ložiska železné rudy.
Na konci devatenáctého století ke Svahové patřilo 1285 hektarů půdy. Převážnou většinu tvořily lesy a výměra zemědělské půdy dosahovala pouze 29 hektarů. Na neúrodných polích se ve velké nadmořské výšce pěstovalo jen malé množství ovsa a brambor. Působil zde jeden výrobce hraček, ale většina obyvatel pracovala v lese. Do kostela a do školy chodili lidé do Boleboře.

## Přírodní poměry
Svahová stojí u středu jižní hranice stejnojmenného katastrálního území o rozloze 11,75 km² v Ústeckém kraji asi dva kilometry severně od Boleboře a deset kilometrů severně od Chomutova.
Geologické podloží tvoří předvariské intruzivní horniny a horniny neznámého stáří, které jsou často deformované a metamorfované. Zastupují je různé druhy metagranitů až metagranodioritů a ortoruly. Do jihozápadního a jihovýchodního cípu území zasahují prekambrické horniny zastoupené dvojslídnými a biotitickými rulami a u východní hranice severně od hotelu na Lesné se vyskytují také biotické jemně až středně zrnité žuly.
V geomorfologickém členění Česka oblast leží v geomorfologickém celku Krušné hory, podcelku Loučenská hornatina a okrsku Rudolická hornatina. Nejvyšší bod s nadmořskou výškou okolo 900 metrů se nachází v severovýchodním cípu území v okolí Eduardovy skály, zatímco nejnižší bod je v údolí potoka Lužce u Nivského mlýna ve výšce asi 545 metrů. Zástavba samotné vesnice je rozptýlená ve výškách od 765 do 810 metrů.
Z půdních typů se vyskytuje podzol kambický, ale ve třech lokalitách povrch pokrývají rašeliny. Vytvořily se v oblasti jihozápadně od Kachního rybníka, v okolí Nového rybníka po obou stranách silnice do Malého Háje a na severovýchodě v místech s pomístním jménem Na Močále.
Většinu oblasti odvodňuje Lužec (též Nivský potok), na kterém se nachází Helenčin vodopád, a jeho drobné bezejmenné přítoky. Voda z jihozápadní části území odtéká do Bíliny a ze severu do Telčského potoka. V katastrálním území se nachází tři rybníky: Kachní, Nový a Telčský (též V Díře). Propojovaly je strouhy Anwedlgraben a Töltschgraben. Celá soustava umožňovala díky zdvojeným výpustem Kachního a Telčského rybníka převádění vody z povodí Telčského potoka do povodí Lužce.

## Obyvatelstvo
Při sčítání lidu v roce 1921 zde žilo 107 obyvatel (z toho 56 mužů) německé národnosti, kteří byli s výjimkou jednoho evangelíka římskými katolíky. Podle sčítání lidu z roku 1930 měla vesnice 110 obyvatel německé národnosti, kteří se hlásili k římskokatolické církvi.
|           | 1869 | 1880 | 1890 | 1900 | 1910 | 1921 | 1930 | 1950 | 1961 | 1970 | 1980 | 1991 | 2001 | 2011 | 2021 |
| --------- | ---- | ---- | ---- | ---- | ---- | ---- | ---- | ---- | ---- | ---- | ---- | ---- | ---- | ---- | ---- |
| Obyvatelé | 161  | 163  | 143  | 142  | 128  | 107  | 110  | 22   | 8    | 11   | 7    | 3    | 8    | 16   | 23   |
| Domy      | 32   | 32   | 32   | 32   | 31   | 30   | 31   | 33   | 2    | 3    | 2    | 3    | 4    | 11   | 7    |

## Obecní správa

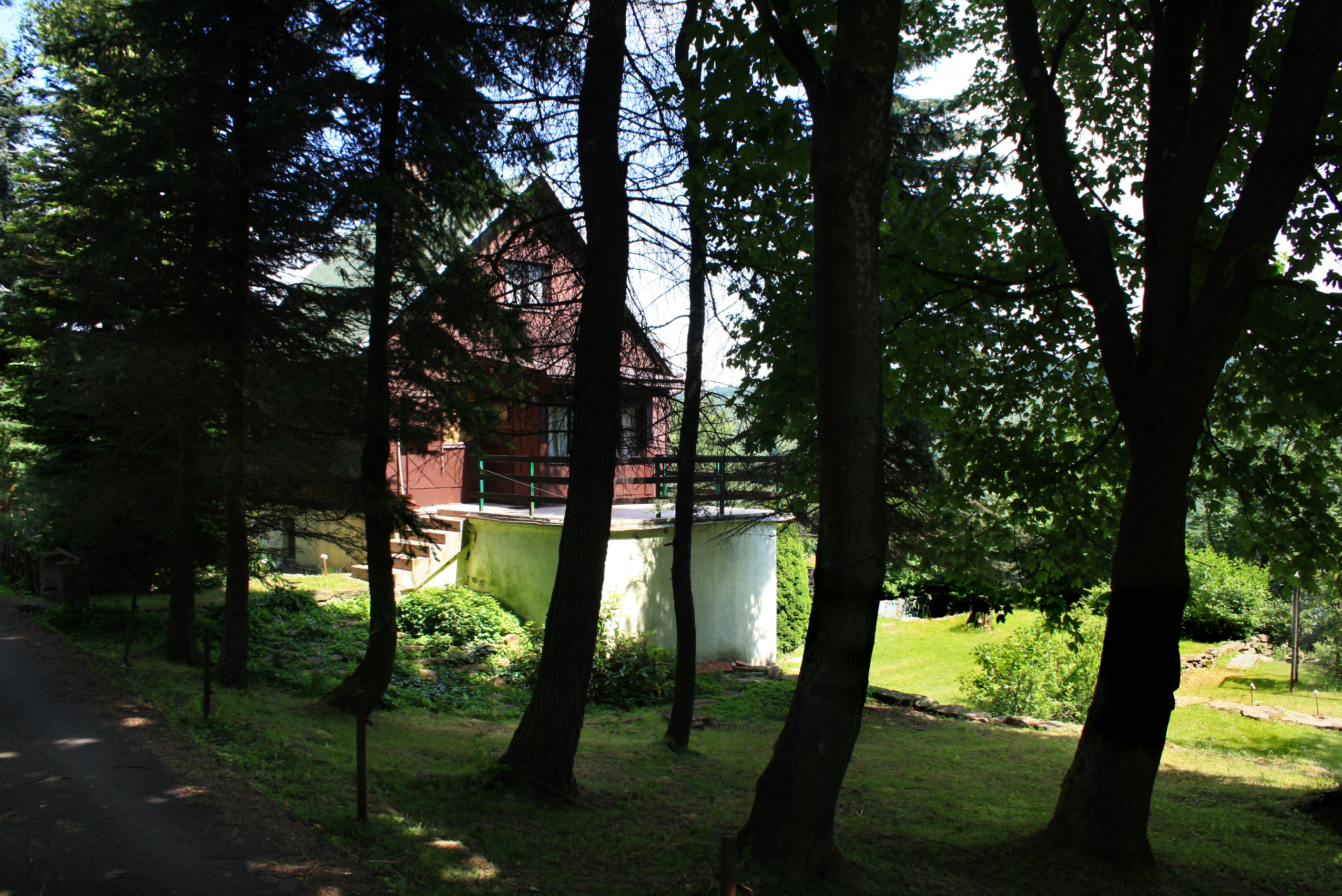
Domy v lese

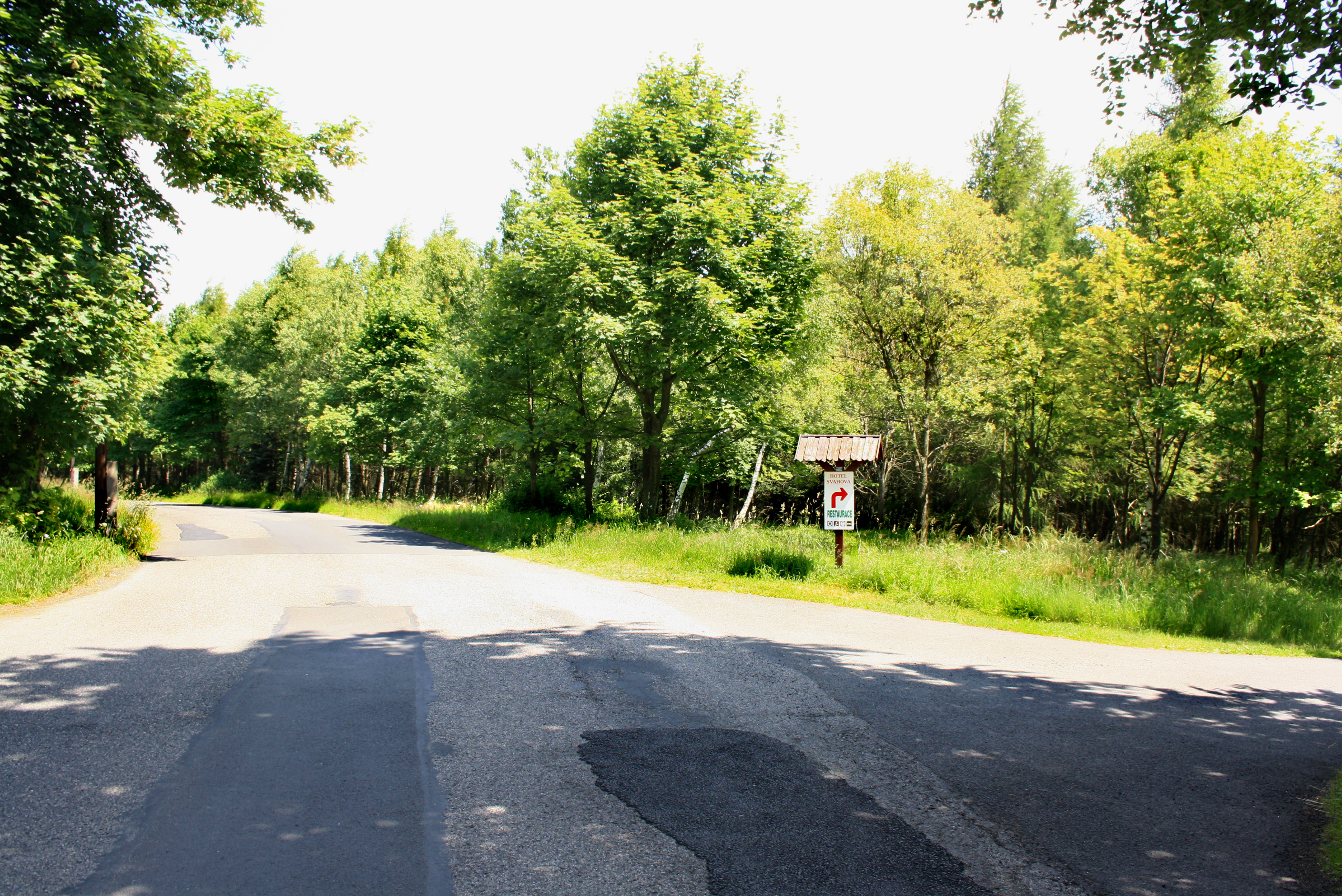
Rozcestí nad vesnicí

Roku 1850 se Svahová stala samostatnou obcí, ale již v roce 1869 je uváděna jako osada Jirkova, ke kterému patřila až do roku 1960. Následující rok se stala částí obce Boleboř. K vesnici patřila osada V Díře (německy Im Loch), ale později byla většina tamních domů začleněna do okresu Most. V roce 1930 v osadě žilo 28 lidí v šesti domech.

## Doprava
Svahovou vede silnice třetí třídy č. 25220 z Jirkova do Brandova. Autobusová linková doprava do vesnice nezajíždí a nejbližší zastávka se nachází v Boleboři. Nejbližší železniční stanice a zastávky jsou Jirkov na trati Chomutov–Jirkov a Jirkov zastávka na trati Ústí nad Labem – Chomutov. Vesnice je křižovatkou tří turistických tras. Vede přes ní úsek červeně značené krušnohorské trasy mezi Horou Svatého Šebestiána a Novou Vsí v Horách, žlutě značená trasa z Jirkova do Kalku a zeleně značená trasa z Bezručova údolí do Hory Svaté Kateřiny. Po silnici je vedena cyklotrasa č. 3079 z Bezručova údolí do Rudolic v Horách.

## Společnost
Ve vesnici stojí Horský hotel Svahová, jehož základy byly podle letopočtu 1777 vyrytého do trámu postaveny již v osmnáctém století. Budova byla několikrát rozšířena. Fungovala jako Sokolská chata a později v ní bylo rekreační středisko chomutovských železáren. V zimě funguje sjezdovka a lyžařský vlek. Na východním okraji katastrálního území stojí Horský hotel Lesná, který je jedním z výchozích bodů lyžařského běžeckého areálu.